# Statistica
Statistica est le nom générique de la gamme de logiciels édités par la société StatSoft, Inc. Cette gamme de produits comprend une soixantaine de modules logiciels différents qui couvrent tout ou partie de l'analyse statistique des données, de l’exploration de données et de l'informatique décisionnelle.

## Historique
Créée en 1993 dans sa version pour Windows, la gamme Statistica a subi de nombreuses mutations. 
La première évolution majeure a été la création d'un nouveau moteur graphique optimisé en 1999 ; puis l'intégration du langage Visual Basic en 2001.  Suivent en 2002 l'élargissement de la gamme entreprise. 
La société StatSoft Inc. dont le siège est implanté à Tulsa aux États-Unis est rachetée en 2014 par la société DELL pour un montant non communiqué. Ce rachat permet à DELL de se diversifier et de compléter son offre logicielle.  En novembre 2016, Dell cède l'ensemble de ses actifs logiciels (hors Boomi, réunis dans Quest Software) aux fonds d'investissement américains Francisco Partners & Elliott Management. 
En mai 2017, Tibco Software annonce son intention de racheter Statistica pour compléter son offre analytique.